# Amfitheater van Gennes
Het Amfitheater van Gennes is een Gallo-Romeins amfitheater in de Franse plaats Gennes.
Het amfitheater werd in 1860 ontdekt en deels opgegraven. Vanaf 1985 wordt er intensief onderzoek verricht.
Het amfitheater werd waarschijnlijk in de tweede helft van de 1e eeuw n.Chr. gebouwd. Er stond slechts een halfronde tribune om de arena heen. Aan de andere zijde zijde stond een podium, waardoor dit amfitheater voor meerdere doelen gebruikt kon worden. Een soortgelijk theater is de Arena van Lutetia. De zitplaatsen van de tribune steunden grotendeels op de helling van de heuvel Mazerolles. Het theater werd zeker tot in de 3e eeuw gebruikt, zoals blijkt uit munten en aardewerk die op deze locatie zijn gevonden.
In de directe omgeving zijn de restanten teruggevonden van een antiek aquaduct, een tempel en andere bebouwing, die erop duiden dat Gennes in de oudheid een lokaal heiligdom was.
Sinds 2000 wordt geprobeerd het amfitheater wijze te herbouwen, op de wijze waarin dit in de oudheid werd gedaan.
Het amfitheater kan in de zomermaanden bezichtigd worden.

## Bron
- (fr)  L'Amphitheatre Gallo Romain de Gennes